# Kings Norton
Pour l’article homonyme, voir King's Norton (Leicestershire).
Kings Norton, (King's Norton), est un quartier de Birmingham dans les West Midlands en Angleterre. Historiquement Kings Norton faisait partie du Worcestershire.
Kings Norton est situé à 6,5 miles au sud-sud-ouest de Birmingham, et a été divisé en deux wards, Kings Norton nord et Kings Norton sud.
On y trouve en particulier l'Église St Nicolas qui date du XIIIe siècle.